# +Again
Pour les articles homonymes, voir Again.
+Again (+AGAIN, Plus Again) est un manhwa en 10 volumes (terminé) de Ko Jin-Ho, publié en Corée par Samyang Publishing. En France, la série est entièrement éditée  en français par Tokebi de 2003 à 2005.
C'est une adaptation du Voyage en Occident.

## Synopsis
Depuis 1500 ans, le légendaire dieu singe Sonogong était prisonnier d'une sombre caverne en punition du soutien qu'il avait apporté aux humains. Mais lorsque le jeune Okhwan découvre la caverne, Sonogong y voit le moyen de revenir à la vie. En échange de sa force, Okhwan accepte de servir de réceptacle au dieu singe, sans se douter de ce que cela va impliquer pour lui. La résurrection de Sonogong n'ayant pas échappé à ses anciens ennemis, les problèmes ne font que commencer.